# Bol Open 2016
El Bol Open 2016 es un torneo de tenis profesional jugado en pistas de tierra batida al aire libre en Bol, Croacia. La primera edición del torneo se llevó a cabo a finales de abril de 1991, y luego de nuevo todos los años entre 1996 y 2003.

## Cabeza de serie

### Individual femenino
| Tenista            | Ranking | Preclasificada |
| Anna Schmiedlová   | 38      | 1              |
| Varvara Lepchenko  | 64      | 2              |
| Zhang Shuai        | 69      | 3              |
| Nao Hibino         | 71      | 4              |
| Ana Konjuh         | 76      | 5              |
| Kurumi Nara        | 91      | 6              |
| Polona Hercog      | 94      | 7              |
| Patricia Maria Țig | 99      | 8              |

- Ranking del 23 de mayo de 2016

### Dobles femenino
| Tenista                       | Ranking | Preclasificada |
| Raluca Olaru İpek Soylu       | 170     | 1              |
| Chan Chin-wei Renata Voráčová | 180     | 2              |
| Julia Glushko Paula Kania     | 214     | 3              |
| Xenia Knoll Petra Martić      | 219     | 4              |

## Campeonas

### Individual femenino
Mandy Minella venció a  Polona Hercog por 6-2, 6-3

### Dobles femenino
Xenia Knoll /  Petra Martić vencieron a  Raluca Olaru /  İpek Soylu por 6–3, 6–2